# 扎盧日扎 (舒姆西克區)
50°8′44″N 26°4′12″E / 50.14556°N 26.07000°E
扎盧日扎（烏克蘭語：Залужжя），是烏克蘭的村落，位於該國西部捷爾諾波爾州，由克列梅涅茨區負責管轄，始建於1588年，面積0.87平方公里，2001年人口320，人口密度每平方公里367.8人。